# Земландська операція
Земландська операція — наступальна операція Третього Білоруського фронту у взаємодії з Балтійським флотом, відбувалася з 13 по 25 квітня 1945 року, є складовою Східно-Прусської операції.

## Передумови та задум операції
Після завершення Кенігсберзької операції склалися сприятливі умови для ліквідації останнього нацистського угрупування в Східній Пруссії — на Земландському півострові, де було створено сильну оборону, в склад якої входила і фортеця Піллау. Проти радянських сил діяла оперативна група «Земланд» — 8 піхотних та одна танкова дивізії, окремі частини фольксштурму — загалом близько 65 тисяч військових при 1200 танках й 166 гарматах і САУ.
Командування Третього Білоруського фронту для проведення наступальної операції виділяє понад 110 військових при 3000 гарматах в мінометах й 800 танках та САУ. Згідно задумів радянського військового керівництва передбачалося ударом головних сил 5-ї та 39-ї армій з району північно-західніше Кенігсбергу в загальному напрямі на Фішгаузен розсікти угрупування противника та знешкодити по частинах. Одночасно силами 2-ї гвардійської та 43-ї армій передбачалося завдати допоміжних флангових ударів. 11-та гвардійська армія, що перебувала в другому ешелоні фронту, мала завданням ліквідувати сили противника біля Піллау. Балтійський флот повинен був прикривати приблизні фланги фронту та підтримувати наступ сухопутних військ, не допускаючи евакуації морем сил противника.

## Сили сторін
- оперативна група «Земланд»
  - 26-й армійський корпус
    - 1-ша піхотна дивізія
    - 21-ша піхотна дивізія
    - 58-ма піхотна дивізія
    - 5-та танкова дивізія
    - 28-ма єгерська дивізія
    - 561-ша фольксгренадерська дивізія

  - 55-й армійський корпус
    - 50-та піхотна дивізія
    - 286-та піхотна дивізія
    - 558-ма гренадерська дивізія

  - 9-й армійський корпус
    - 14-та піхотна дивізія
    - 93-тя піхотна дивізія
    - 95-та піхотна дивізія
    - 551-ша фольксгренадерська дивізія
    - Дивізія «Гроссдойчланд»
    - 502-й важкий танковий батальйон
    - 505-й важкий танковий батальйон
- Земландська група військ 3-го Білоруського фронту
  - 2-га гвардійська армія
    - 11-й гвардійський стрілецький корпус (2-га гвардійська стрілецька дивізія, 3-тя гвардійська мотострілецька дивізія, 32-га гвардійська стрілецька дивізія)
    - 60-й стрілецький корпус (154-та стрілецька дивізія, 251-ша стрілецька дивізія, 334-та стрілецька дивізія)
    - 103-й стрілецький корпус (115-та стрілецька дивізія, 182-га стрілецька дивізія, 325-та стрілецька дивізія)
    - частини армійського підпорядкування

  - 11-та гвардійська армія
    - 8-й гвардійський стрілецький корпус (5-та гвардійська стрілецька дивізія, 26-та гвардійська мотострілецька дивізія, 83-тя гвардійська стрілецька дивізія)
    - 16-й гвардійський стрілецький корпус (1-ша гвардійська стрілецька дивізія, 11-та гвардійська стрілецька дивізія, 31-ша гвардійська стрілецька дивізія)
    - 36-й гвардійський стрілецький корпус (16-та гвардійська стрілецька дивізія, 18-та гвардійська стрілецька дивізія, 84-та гвардійська стрілецька дивізія)
    - частини армійського підпорядкування

  - 5-та армія
    - 45-й стрілецький корпус
    - 65-й стрілецький корпус
    - 72-й стрілецький корпус
    - частини армійського підпорядкування

  - 39-та армія
    - 5-й гвардійський стрілецький корпус
    - 94-й стрілецький корпус
    - 113-й стрілецький корпус
    - частини армійського підпорядкування

  - 43-тя армія
    - 13-й гвардійський стрілецький корпус
    - 54-й стрілецький корпус
    - 90-й стрілецький корпус
    - частини армійського підпорядкування

  - 1-ша повітряна армія
    - 6-й бомбардувальний авіаційний корпус

  - 3-тя повітряна армія
    - 11-й винищувальний авіаційний корпус

## Перебіг боїв
Операція розпочалася 13 квітня 1945 року, в наступ перейшли війська ударного угрупування Земландської групи військ за повітряної підтримки 1-ї та 3-ї авіаційних армій. До закінчення першого дня боїв радянські війська просунулися вглиб оборони противника на 3-5 кілометрів, полонивши при цьому 4000 вояків. 14 квітня німецькі сили починають перегрупування з відходом до Піллау. Балтійський флот з бронекатерів висаджує два десанти на дамбу Кенігсберзького каналу, чим було створено сприятливі умови для наступу взовж узбережжя Фрішесс-Хафф. Протягом 14 квітня на Земландському півострові північно-західніше та західніше Кенігсберга війська Третього Білоруського фронту з боями зайняли понад 60 населених пунктів, зокрема Алькнікен, Рантау, Нойкурен, Лоппенен, Баттау, Тікренен (в сучсності поселення Зорі), Санкт-Лоренц, Зеераппен, Бервальде, Гросс-Хайдекруг, Нойкурен, Зеераппен. Згідно радянських донесень, в боях цього дня було полонено понад 7000 німецьких солдатів й офіцерів.
15 квітня на північний захід та захід віл Кенігсберга в боях було зайнято близько 60 населених пунктів, зокрема Раушен, Георгенсвальде, Варнікен, Гросс Курен, Клайн Курен, Брюстерорт, Гросс Діркшайм, Крайслякен, Гросс Хубнікен, Дорбнікен, Кракстепеллен, Зоргенау, Тіренберг, Норгау, Меденау, Адліх Повайен, Конденен, Відіттен; до полону потрапило понад 3000 вояків противника.
16 квітня бої тривали, радянські війська зайняли понад 40 населених пунктів, в тому числі Гермау, Ротенен, Зальтнікен, Годнікен, Гайдау, Гросс-Блюменау, Форкен, Коббельбуде. Надається уточнення, що 15 квітня було полонено 6600 вояків противника та захоплено 50 літаків, 110 польових гармат й 295 кулеметів.
Протягом 17 квітня на Земландському півострові західніше Кенгісбергу продовжувався наступ, з боями зайнято місто й порт Фішхаузен та населені пункти Літтаусдорф, Гаффкен, Занглінен, Нойєндорф, Дарген, Тенкіттен, Кальнштайн, Легінен, Розенталь, Вішродт, Блюдау, Неплекен, Ціммербуде, Пайзе. Залишки німецьких частин відкинуті в околиці порту Піллау. Повідомляється, що в боях 16 квітня радянські сили полонили 5650 німецьких солдатів й офіцерів, захоплено 47 літаків, 47 танків й САУ, 78 БТРів, 385 гармат, 210 мінометів, 730 кулеметів, 2500 автомобілів, 64 трактори й тягачі, 350 залізничних вагонів. 17 квітня радянські війська перебрали контроль над головним вузлом опору даного напряму — містом Фішхаузен. Залишки оперативного угрупування «Земланд» відступили до околиць Піллау.
18 квітня бої продовжувалися біля порту Піллау; повідомляється, що попереднього дня полонено 8730 вояків противника, захоплено 80 танків й САУ, 69 БТРів, 540 гармат, 410 мінометів, 880 кулеметів, 4000 автомобілів.
20 квітня в бої вводиться радянська 11-та гвардійська армія, котра до вечора 25 квітня перебрала контроль над Піллау.
25 квітня радянські війська зайняли населені пункти Лохштадт та Нойхойзер, Камстігал.
Після розбиття головних сил угрупування «Земланд» німецькі військовики продовжували утримувати лише косу Фріше-Нерунг, бої за контроль над якою тривали до 8 травня. 9 травня понад 22000 солдатів й офіцерів склали зброю.

## Наслідки
Цілковите розбиття німецької оперативної групи «Земланд» — ліквідовано 25 дивізій та 3 бригади. Радянські війська повністю зайняли територію сучасної Калінінградської області РФ.